# Het wegwezen poeder
Het wegwezen poeder is het 1ste stripalbum uit de reeks Vier verhalen van de Smurfen. Naast het titelverhaal bevat het album ook de verhalen Het schip van de Smurfen, De schaduw van de Leerlingsmurf en Cadeautjes voor de Smurfin.

## De verhalen

### Het wegwezen poeder
Gargamel koopt wegwezenpoeder waardoor hij vliegende tapijten kan maken van grote lappen stof. Hij wil het bos overvliegen op een laken om zo de Smurfen te vinden, maar hij let niet op en zijn vliegend laken vliegt alleen weg. In het Smurfendorp valt het neer net op het moment dat die een luier willen maken. Ze gebruiken een stuk van het laken als luier. Gargamel maakt intussen een nieuw vliegend laken, maar hij vindt het dorp niet. Hij beveelt zijn laken terug te keren, maar hierdoor vliegt ook zijn vorige laken terug, ook de luier met Babysmurf nog in. Gargamel vangt Babysmurf en gebruikt hem als lokaas voor de andere Smurfen. De Smurfen rekenen op hun vrienden de ooievaars. Een ervan haalt Babysmurf weg. Gargamel wil hem achterna vliegen, maar Grote Smurf heeft net de toverspreuk verbrand.

### Het schip van de Smurfen
Het schip van Schippersmurf waait tijdens een storm weg. Lolsmurf is toevallig aan boord en na de storm verlaat hij het schip. Hij hoort een jongetje huilen. Die huilt omdat twee andere jongens, twee broers, zijn speelgoedbootje maar niets vinden. Lolsmurf leent hem het Smurfenschip. De broers proberen het te vernielen, maar Lolsmurf is hun te slim af. Hij beschiet hen met vuurpijlen en al ruziënd lopen ze weg. Het schip wordt aan de jongen gegeven.

### De schaduw van de Leerlingsmurf
Leerlingsmurf laat een potje tovermiddel op zijn schaduw vallen. De schaduw komt los van Leerlingsmurf en haalt pesterijen uit in het Smurfendorp. De schaduw blijkt geïnteresseerd in een boek van de Grote Smurf. De Smurfen zetten een val op en kunnen de schaduw grijpen. Ze richten zonnestralen op hem waardoor hij oplost. Leerlingsmurf stapt tijdig op zijn vervagende schaduw en die hangt voortaan weer als normaal aan hem vast.

### Cadeautjes voor de Smurfin
Smurfin zegt per ongeluk een toverspreuk op waarmee ze in een vlinder verandert. Nieuwsgierig kijkt ze zo rond bij de anderen van wie ze denkt dat ze cadeautjes voor haar maken. Als vlinder wordt ze echter ook achterna gezeten door een spin, vogel en zelfs Gargamel. Ze ontsnapt, maar valt vermoeid neer. Andere vlinders brengen haar naar het dorp waar Grote Smurf haar weer normaal maakt. Net op tijd voor haar verjaardag, maar de cadeautjes die ze de anderen zag maken, waren blijkbaar niet allemaal voor haar, maar voor het feest. Nieuwsgierigheid loont niet. Lolsmurf vraagt de Smurfin of ze de vlinderformule nog kent. Ze zegt die op en verandert weer in een vlinder.

## Tekenfilmversie
- De tekenfilmversie van De schaduw van de Leerlingsmurf heet De schaduw van Lolsmurf. In het verhaal was het Lolsmurfs schaduw die de pesterijen uithaalde. Ook de verhaallijn is anders. Het is winter en Grote Smurf moet een drank van Moeder Natuur gebruiken om het weer lente te krijgen. Knutselsmurf helpt hem daarbij. Op het einde naait Kleermakersmurf Lolsmurfs schaduw vast.
- De tekenfilmversie van Het wegwezen poeder heet Baby's toverluier. Het verhaal is anders, Babysmurf belandt hier in een vogelnest waarna Gargamel hem probeert te vangen met een luchtballon.